# Cattedrale di Tui
La cattedrale di Santa Maria (in spagnolo: Catedral de Santa María) si trova a Tui, in Spagna, ed è la cattedrale della diocesi di Tui-Vigo.
La costruzione della cattedrale iniziò nel 1120 e fu completata nel 1180 nello stile dell'architettura romanica. Il tempio fu consacrato nel 1225 dal vescovo Esteban Egea. La sua struttura è chiaramente romanica, anche se sono stati aggiunti successivamente vari elementi decorativi gotici. All'interno del tempio, nella vecchia cappella di Santa Caterina, vi è il Museo della Cattedrale con parte del tesoro della cattedrale, in particolare il ciborio del XV secolo e la scultura della Vergine del XIV secolo, un frammento della pala d'altare originale originale del 1520.